# Boczkowice (województwo świętokrzyskie)
Boczkowice – wieś sołecka w Polsce położona w województwie świętokrzyskim, w powiecie włoszczowskim, w gminie Włoszczowa.
| SIMC    | Nazwa              | Rodzaj    |
| ------- | ------------------ | --------- |
| 0277641 | Boczkowice-Kolonia | część wsi |
| 0277658 | Pod Lasem          | część wsi |

W latach 1975–1998 miejscowość administracyjnie należała do województwa kieleckiego.

## Etymologia
Nazwa wsi pochodzi od nazwy osobowej Boczek (lub Boczkowski) z sufiksem -owice, po raz pierwszy w dokumentach jako „Boczkouice”, vel „Boczkouicz” w roku 1427 następnie „Boczkowicze minor”, „Boczkowicze maior” w r.1540,  „Boczkowicze maior” w 1573 na koniec Boczkowice.

## Historia
Boczkowice opisano w XIX wieku jako wieś w  ówczesnym powiecie włoszczowskim, gminie Włoszczowa, parafii Konieczno. Spis z roku 1882 pokazał tu 695 mórg obszaru, w tym 550 mórg ziemi dworskiej, 14 domów i 162 mieszkańców.

Według opisu z XIX w. 

ziemia licha piaszczysta, gdzieniegdzie „sapowata”, przeważnie tworzy glebę żytnią, łąki i pastwiska w nizinach, mokre i torfiaste, dają nędzną trawę. Lasy zniszczone, przedstawiają tylko krętą i karłowatą sośninę. Lud biedny, bez żadnej oświaty

{{Cytat}} Linki zewnętrzne: "źródło".
Według spisu powszechnego z roku 1921 miejscowość Boczkowice wieś posiadała 18 domów i 119 mieszkańców, folwark Boczkowice 2 domy i 21 mieszkańców.